# اشچینیتک، گمینا بیاوه بوا
اشچینیتک، گمینا بیاوه بوا (به لاتین: Trzciniec, Gmina Białe Błota) یک منطقهٔ مسکونی در لهستان است که در Gmina Białe Błota واقع شده‌است.